# The Face of Love
The Face of Love is een Amerikaanse romantische tragikomedie uit 2013 onder regie van Arie Posin. Hij schreef het verhaal hiervan samen met Matthew McDuffie.

## Verhaal
Nikki Lostrom heeft een voor haar gevoel perfecte relatie met architect Garret Mathis . Ze genieten met volle teugen van elkaars gezelschap, hun welvarende leven, hun door Garret zelf ontworpen huis en veelvuldig bezoek aan musea en feestjes binnen de kunstwereld. Aan Nikki's geluk komt een einde wanneer Garret verdrinkt tijdens een vakantie in Mexico. Hierna trekt ze zich terug uit het openbare leven. De enige sociale contacten die ze nog onderhoudt, zijn die met haar dochter Summer en die met buurman Roger Stillman, die zelf weduwnaar is.
Vijf jaar na het overlijden van Garret ontvangt Nikki een uitnodiging voor hem in verband met een nieuwe tentoonstelling in een museum. Ze legt uit dat Garret is overleden en verzoekt hem uit het systeem te halen. Nikki zet zichzelf er toch toe om naar de tentoonstelling te gaan. Hier ziet ze een man lopen die als twee druppels water op Garret lijkt. Ze komt er via het internet achter dat hij Tom Young heet en als kunstleraar op een universiteit werkt. Zonder hem te vertellen over zijn gelijkenis met Garret, legt Nikki contact met hem en haalt ze hem over om haar thuis schilderlessen te komen geven. Ze verstopt voor hij komt alle foto's van haar overleden man.
Nikki krijgt voor het eerst sinds het overlijden van Garret weer gevoelens voor een man. Tom beantwoordt die. Hij heeft tien jaar na de scheiding van zijn vrouw Ann het idee dat hij de liefde van zijn leven heeft gevonden. Wat hij niet weet, is dat Nikki met hem in principe haar leven met Garret voortzet. Ze doet dingen met Tom die haar man graag deed en neemt hem mee naar dezelfde plekken waar ze met Garret kwam. Tegelijkertijd probeert ze alle contact te mijden met mensen die haar man goed kenden en meteen zouden zien dat Tom zijn evenbeeld is. Dit lukt haar tot Summer onaangekondigd langskomt terwijl Tom is blijven slapen. Zij gaat compleet door het lint, tot verbazing van de onwetende Tom.
Op initiatief van Nikki vliegen Tom en zij de volgende morgen naar een vakantieresort in Mexico. Het is dezelfde locatie waar zij met Garret was toen die verdronk. Wanneer Tom bij de bar op hun drankjes staat te wachten, bekijkt hij een wand vol foto's van stellen die er ooit vakantie vierden. Hierop ziet hij een foto van Nikki met Garret. Ook hij ziet dat hij exact op haar man lijkt. Nadat hij Nikki hiermee confronteert, vlucht ze weg. Ze rent de zee in, maar Tom haalt haar uit de golven. Eenmaal terug in de Verenigde Staten, hebben ze geen contact meer.

### Epiloog
Een jaar na de breuk met Tom, krijgt Nikki een uitnodiging voor een expositie van zijn schilderijen. Hierop wordt ze ontvangen door Ann. Tom had een slecht hart en is overleden. Ann laat Nikki zien waarom ze haar herkende. Op een van de schilderijen van Tom staat zij in het zwembad bij haar huis. Hij heeft zichzelf afgebeeld terwijl hij naar haar kijkt achter een glazen deur. In het glas is het spiegelbeeld van zijn gezicht te zien. Tom heeft het schilderij The Face of Love genoemd. Na thuiskomst zwemt Nikki voor het eerst sinds Garrets overlijden in het zwembad dat hij voor haar ontwierp.

## Rolverdeling
- Annette Bening - Nikki Lostrom
- Ed Harris - Garret Mathis en Tom Young
- Robin Williams - Roger Stillman
- Jess Weixler - Summer
- Linda Park - Jan
- Jeffrey Vincent Parise - Nicholas
- Amy Brenneman - Ann